# 大館勲
大館 勲（おおだて いさお、1917年4月9日 - 2000年6月8日）はアメリカ合衆国ハワイ準州（Territory of Hawaii）出身のプロ野球選手（一塁手）。1950年から1955年の登録名は「大館 勲夫」（読みは同じ）。
孫に女子プロレスラーの紫雷美央・紫雷イオ姉妹がいる。

## 来歴
1935年に旧制平安中学（現：龍谷大学付属平安高等学校）で、第21回全国中等学校優勝野球大会に出場。その後京都の武道専門学校に籍を置いて柔道を修行し、大柄な体を生かした豪快な大外刈や左右の払腰、受けの強さを生かして1939年の明治神宮大会では非専門部門ながら優勝を果たし、1940年の昭和天覧試合では3回戦で柔道王・木村政彦に敗れたものの、5分近い接戦を繰り広げた。他方、野球では全京都でプレーしていた。
1949年に31歳で大阪タイガースに入団。42試合に出場した。1950年初め、大館勲－徳網茂の1対1の交換トレードで、毎日オリオンズに移籍。この年に、勲夫に改名した。移籍後は主に代打で出場し、1954年から主将を務めた。1955年オフに引退した。1シーズン代打本塁打4本、通算代打本塁打9本は1966年に中西太が更新するまでの日本プロ野球記録であった。引退後は日本野球連盟参与を務めた。

## 人物
ハワイ出身であることから英語が堪能であり、メジャーリーガーと交流も深く、トミー・ラソーダと友人であったと後に孫の紫雷イオが明かした。
1952年7月16日の平和台事件（詳細は同項参照）では、日没ノーゲームに怒った西鉄ライオンズファンが、遅延行為を行った毎日選手の宿舎を囲んだ際に、大館が宿舎を出て謝罪した。これには激昂していた西鉄ファンも感服し、「あんたよか男ばい」と大館に握手を求めたという。

## 詳細情報

### 年度別打撃成績
| 年 度     | 球 団     | 試 合 | 打 席 | 打 数 | 得 点 | 安 打 | 二 塁 打 | 三 塁 打 | 本 塁 打 | 塁 打 | 打 点 | 盗 塁 | 盗 塁 死 | 犠 打 | 犠 飛 | 四 球 | 敬 遠 | 死 球 | 三 振 | 併 殺 打 | 打 率 | 出 塁 率 | 長 打 率 | O P S |
| --------- | --------- | ----- | ----- | ----- | ----- | ----- | -------- | -------- | -------- | ----- | ----- | ----- | -------- | ----- | ----- | ----- | ----- | ----- | ----- | -------- | ----- | -------- | -------- | ----- |
| 1949      | 大阪      | 42    | 85    | 80    | 3     | 17    | 0        | 1        | 0        | 19    | 4     | 1     | 0        | 1     | --    | 4     | --    | 0     | 20    | --       | .213  | .250     | .238     | .488  |
| 1950      | 毎日      | 31    | 62    | 56    | 5     | 13    | 3        | 0        | 2        | 22    | 8     | 0     | 0        | 0     | --    | 6     | --    | 0     | 18    | 3        | .232  | .306     | .393     | .699  |
| 1951      | 毎日      | 24    | 49    | 46    | 3     | 12    | 3        | 0        | 2        | 21    | 8     | 0     | 0        | 0     | --    | 3     | --    | 0     | 7     | 1        | .261  | .306     | .457     | .763  |
| 1952      | 毎日      | 61    | 77    | 72    | 6     | 23    | 7        | 0        | 4        | 42    | 16    | 0     | 1        | 0     | --    | 5     | --    | 0     | 19    | 3        | .319  | .364     | .583     | .947  |
| 1953      | 毎日      | 51    | 85    | 72    | 3     | 16    | 2        | 0        | 1        | 21    | 5     | 0     | 0        | 0     | --    | 12    | --    | 1     | 21    | 1        | .222  | .341     | .292     | .633  |
| 1954      | 毎日      | 34    | 35    | 35    | 4     | 10    | 1        | 0        | 4        | 23    | 10    | 0     | 0        | 0     | 0     | 0     | --    | 0     | 11    | 1        | .286  | .286     | .657     | .943  |
| 1955      | 毎日      | 21    | 21    | 19    | 1     | 5     | 1        | 0        | 0        | 6     | 1     | 0     | 0        | 0     | 0     | 1     | 0     | 1     | 4     | 1        | .263  | .333     | .316     | .649  |
| 通算：7年 | 通算：7年 | 264   | 414   | 380   | 25    | 96    | 17       | 1        | 13       | 154   | 52    | 1     | 1        | 1     | 0     | 31    | 0     | 2     | 100   | 10       | .253  | .312     | .405     | .718  |

### 記録
- 初出場：1949年4月3日、対大映スターズ2回戦（後楽園球場）、呉昌征の代打で出場、池田善蔵から四球
- 初先発出場：1949年4月10日、対阪急ブレーブス3回戦（阪急西宮球場）、6番・一塁で先発出場、3打数2安打1打点
- 初本塁打：1950年8月13日、対阪急ブレーブス13回戦（秋田県営手形球場）、7回表に柴田英治からソロ

### 背番号
- 1 （1949年）
- 32 （1950年 - 1953年）
- 30 （1954年 - 1955年）

### 登録名
- 大館 勲 （おおだて いさお、1949年）
- 大館 勲夫 （おおだて いさお、1950年 - 1955年）